# Erwin Möller
Erwin Möller (Cuernavaca, Morelos, 20 de abril de 1954) es un divulgador científico mexicano especialista en nutrición, conferencista internacional y autor de más de 20 libros de salud y alimentación, siendo "¡Santo Remedio!" el de más reciente publicación y entre los cuales también destacan “La Comida Que Salvará Su Vida”, “Las Grasas Mágicas”, “La Vitamina Excepcional”, “Buena Nutrición: Cero Infartos”, “El Gourmet Diabético”, y “Los Alimentos Milagrosos”, entre otros. 
Adquirió notoriedad pública a finales de la década de 1990, al tener apariciones en radio y televisión como parte de las campañas de relaciones públicas auspiciadas por Random House Mondadori para promocionar los títulos que ha publicado bajo el sello Grijalbo. Erwin Möller es un férreo defensor del uso de vitaminas y complementos alimenticios, por ello también ha aceptado aparecer en medios masivos promocionando su consumo y ha asesorado además a empresas fabricantes en la formulación de nuevos productos. También ha sido capacitador externo de distribuidores de varias compañías de marketing multinivel. Durante 30 años tuvo a su cargo las secciones “La Salud” y “Ciencia y Tecnología” de la revista Contenido. Erwin Möller es familiar cercano de publicistas y mercadólogos. Por el ámbito en el que se desempeña, la mayoría de la gente se refiere a él como “doctor”, confundiéndolo con médico, aunque en realidad es bioquímico especialista en nutrición y medicina ortomolecular.

## Biografía

### Infancia y juventud
Nació en Cuernavaca, Morelos, el 20 de abril de 1954 (70 años).  A causa de los negocios de su padre, un empresario alemán, pasó su infancia cambiando de residencia constantemente, hasta que se asentó nuevamente en su ciudad natal, siendo ya un adolescente. Estudió Ingeniería Química en la Universidad Autónoma de Morelos, y a los 19 años de edad, publicó su primer libro, titulado “La Acupuntura”. En esta época también comenzó su colaboración con Contenido. Posteriormente se tituló como Químico Fármaco Biólogo por la Universidad Autónoma de Puebla. Siendo aún estudiante universitario, la Editorial Posada, que había publicado La Acupuntura, lo invitó a colaborar en su revista Natura.

### Duda y otras revistas
La Editorial Posada, además de Natura, publicaba en la década de 1970 dos revistas de temática paranormal, Duda y Contactos Extraterrestres. Dada la habilidad de Erwin Möller para comunicar conceptos científicos en forma comprensible, también lo invitaron a colaborar en estas publicaciones. En esa época publicó los títulos “El Triángulo Maldito de Las Bermudas” y “El Monstruo de Loch Ness Existe”. Tras la desaparición de Duda y su casa editorial, a finales de la década de 1980, debido a la experiencia adquirida, después fue invitado a colaborar en la Novedades Editores, como guionista de las revistas culturales Hombres y Héroes y Joyas de la Literatura, ambas en formato de cómic.

### El regreso a la salud
Erwin Möller nunca abandonó realmente el área de la salud, siempre se mantuvo investigando y publicando, literalmente cientos, de artículos al respecto. En su paso por la Editorial Posada, también publicó los libros “Comer puede ser peligroso”, “El gourmet diabético”, y “Los alimentos milagrosos”. Al cierre de Posada, pasó una temporada en Estados Unidos, donde tuvo oportunidad de continuar con sus estudios, especializándose en el área de nutrición, por lo que al término del compromiso con Novedades, Möller pudo desarrollarse en su verdadera pasión: las ciencias de la salud. Para 1994, publicó un nuevo libro, ahora con Panorama Editorial, que llevó por título “Nútrase para derrotar al smog”. También con Panorama, publicó “Alimentación para la Nueva Era” y actualizó su primera obra, publicándola ahora con el título “El ABC de la acupuntura”. En la segunda mitad de la década de 1990, migró paulatinamente de Panorama a Grijalbo (Mondadori), y ha publicado bajo este sello, algunos de sus títulos más conocidos: “La comida que salvará su vida”, “La vitamina excepcional”, “Comiendo con el enemigo”, “Las grasas mágicas”, “La dieta del arcoiris”, “Alimentos saludables de la A a la Z” y “Buena nutrición: cero infartos”

### Las vitaminas y complementos alimenticios
También a finales de la década de 1990, mientras experimentó su periodo más prolífico como autor, ganó notoriedad al aparecer en radio y televisión promocionando productos de la marca Gelcaps, como la Vitamina E y la Lecitina de Soya. Así mismo, en esta época comenzó a dictar conferencias y cursos de capacitación por todo México, Centroamérica y el Caribe. Pero además de sus apariciones en público, brindó asesoría a Gelcaps y a otras empresas para el desarrollo y formulación de nuevos productos. No pasó mucho tiempo antes de que también apareciera en el catálogo de Fuller y ya a principios de la década de 2000, comenzara a colaborar como capacitador externo para los distribuidores de Amway y Shaklee. De 2007 a 2009 ha vuelto a aparecer en televisión promocionando productos saludables, ahora en formato de infomerciales.

### Consultor nutricional
Erwin Möller recorre casi todo México al menos una vez al año dando cursos y conferencias. Por ello, y por su presencia constante en medios electrónicos, cientos de personas lo consultan para complementar nutrimentalmente sus tratamientos de los más diversos desórdenes de salud, incluyendo obesidad, diabetes, cáncer, trastorno de déficit de atención (TDA), colesterol alto, gastritis, dislexia, autismo, crisis convulsivas y muchos más.